# Cirratulus australis
Cirratulus australis är en ringmaskart som beskrevs av Jean Louis Armand de Quatrefages de Bréau 1866. Cirratulus australis ingår i släktet Cirratulus och familjen Cirratulidae. Inga underarter finns listade i Catalogue of Life.